# Casino del Principe

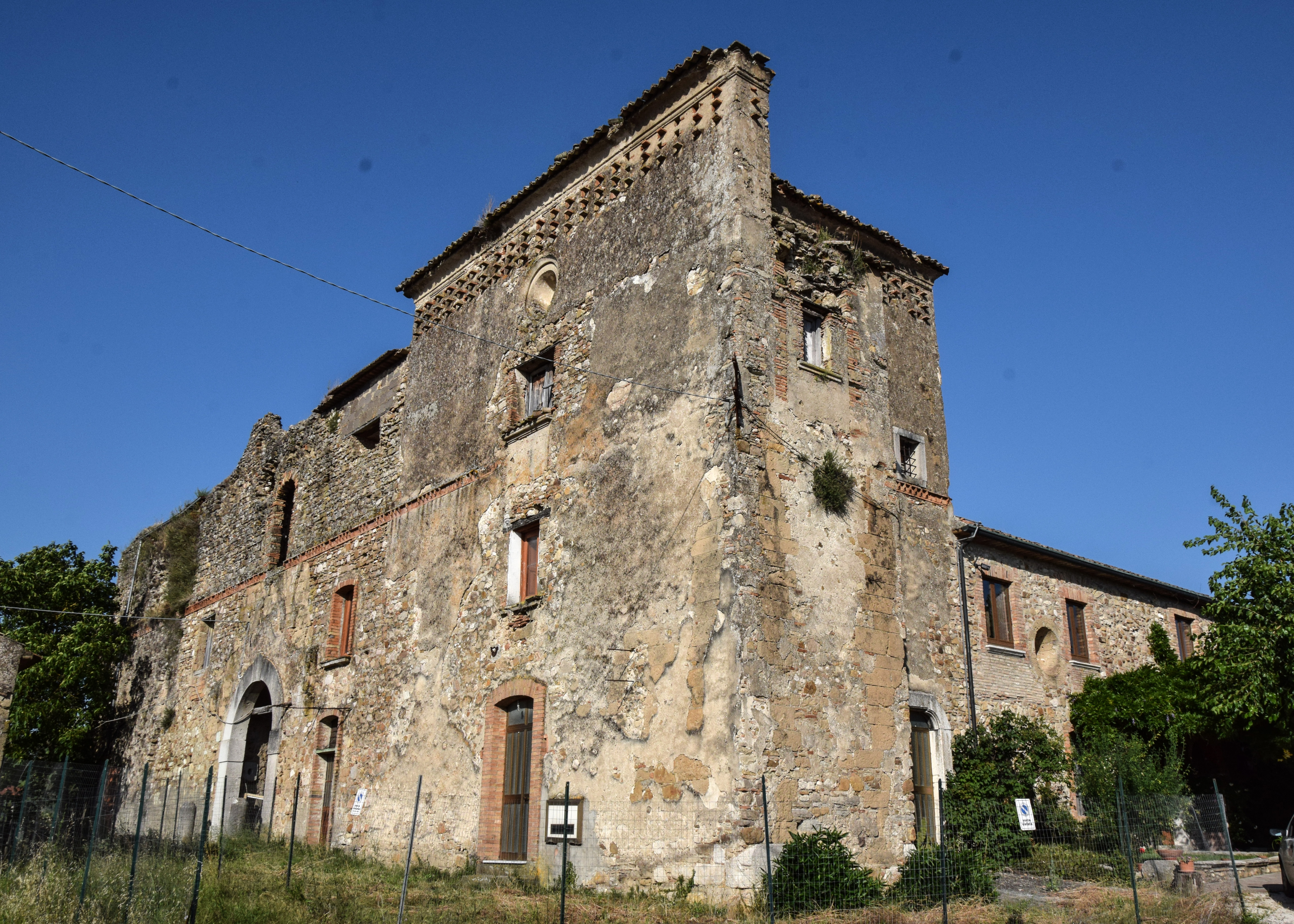
Casino del Principe in Calvi, Fassade und Südwestflügel

Das Casino del Principe, auch Palazzo del Cubante genannt, ist die Ruine eines Palastes aus dem 13. Jahrhunderts in Cubante, einem Ortsteil von Calvi in der italienischen Region Kampanien. Das Gebäude war vom Kaiser als Jagdschloss geplant und schuldet seinen Namen den Prinzen Spinelli aus San Giorgio del Sannio, die es von 1593 bis zu den ersten Jahren des 19. Jahrhunderts besaßen.

## Geschichte

### Vom Bau bis zum 16. Jahrhundert

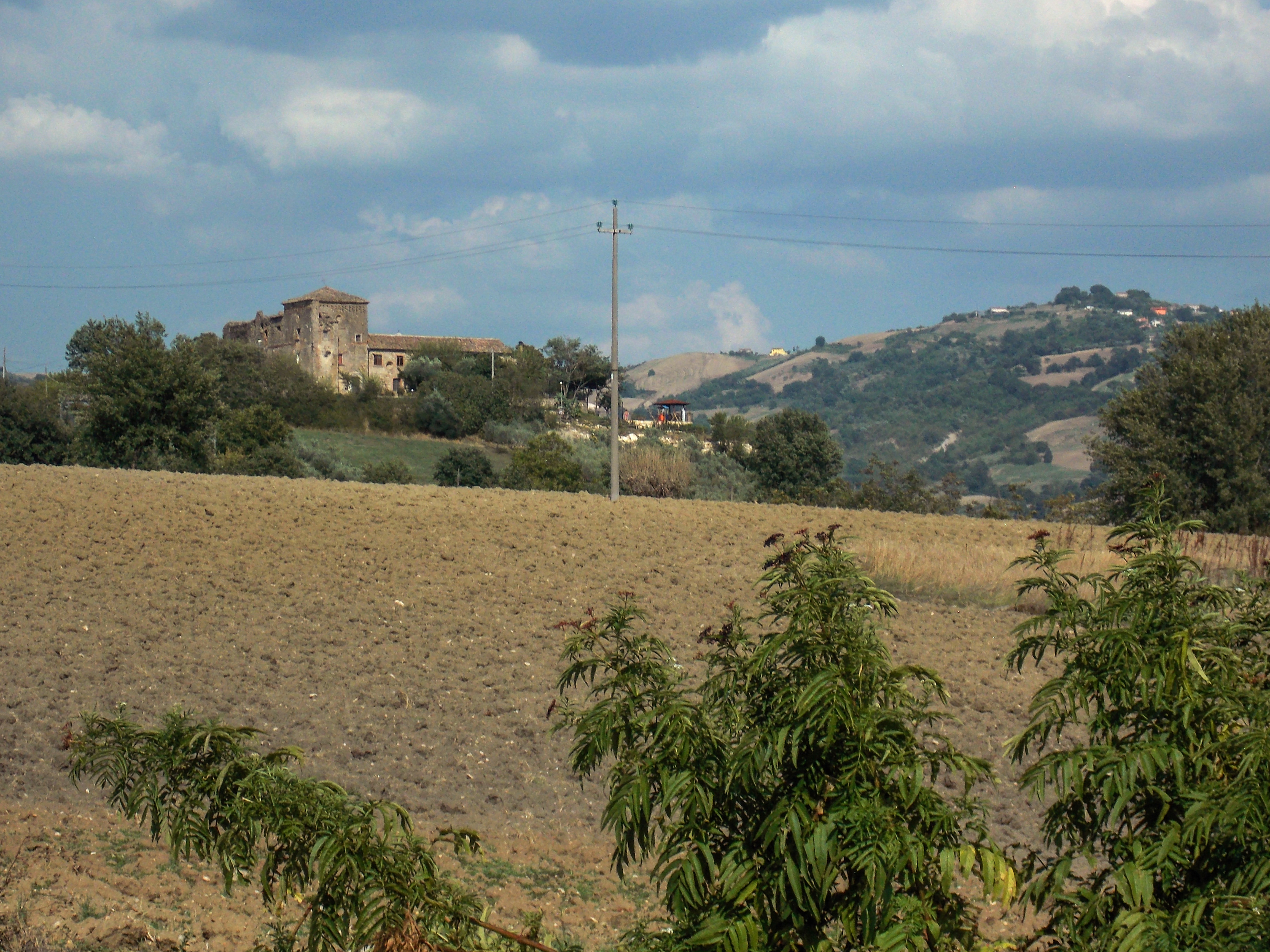
Blick auf das Casino del Principe. Von den Wäldern, die im Mittelalter die Gegend kennzeichneten, ist nichts erhalten geblieben.

Historische Erkenntnisse, dass das Casino del Principe ursprünglich eine Residenz Kaiser Friedrichs II. gewesen sei, begannen unter der Ägide des örtlichen Geschichtswissenschaftlers Laureato Maio, der diese These 1982 und dann nochmals 1996 veröffentlicht hatte. Allerdings ging vorher bereits das Gerücht, dass der Kaiser sich in diesem Gebäude aufgehalten hätte (anderen Versionen zufolge nahm man irrtümlich an, dass das Casino del Principe Friedrich Barbarossa gehört habe.). Der Volkssage nach soll dort ein einsamer Prinz gelebt haben, der unerwünschte Gäste loswurde, indem er sie durch einen unterirdischen Gang in den Fluss Calore warf. Nach dem heutigen Stand der Untersuchungen ist davon auszugehen, dass das Casino del Principe einer der locae solatiorum (dt.: Orte des Komforts) war, also eine Residenz außerhalb der Stadt, die Friedrich II. an angenehmen Orten in Süditalien errichten ließ, um sich in seiner Freizeit der Jagd hingeben zu können.
Die Anwesenheit Friedrichs II. in der Gegend ist für 1229 bezeugt: Er war damit beschäftigt, die Gebiete zurückzuerobern, die die Einwohner von Benevent, die der päpstlichen Macht unterworfen waren, in seiner Abwesenheit erobert hatten. Dazu gehörten die befestigten Gebiete, die Cubante am nächsten lagen: Apice und Montefusco. 1240, als sich die Beziehungen zu Papst Gregor IX. erneut verschlechtert hatten, wendete sich Friedrich II. nach Benevent, um es zu belagern; um den Mai herum war er apud Apicem (dt.: bei Apice), ein Gebiet, das er gerade nach dem Tod des alten Lehensherrn ohne Erben erworben hatte.
Somit muss der Bau des Palastes schon 1229 oder wahrscheinlicher Anfang der 1240er-Jahre stattgefunden haben. Im Statutum de reparatione castrorum (dt.: Gesetz über die Reparatur von Burgen, 1241–1246) erscheint tatsächlich der Palazzo del Cubante unter dem Namen „domus domini imperatoris Apicii“ (dt.: Haus des kaiserlichen Herrn von Apice): Es ist dort festgelegt, dass sein Unterhalt, wie der der Burg Apice, den Einwohnern von Apice, Grottaminarda, Morroni, Montemiletto, Bonito, Paduli, Montemalo, Pietamaggiore, San Severo und Negini oblag. Vielleicht schrieb Friedrich II. aus diesem Palast 1243 einen Brief an Papst Innozenz IV., der apud Beneventum (dt.: bei Benevent) verortet ist.
Nach dem Ende der staufischen Dynastie ließ König Karl I. von Anjou einige Veränderungen an dem Palast durchführen, wie auch ein Dokument von 1271 (und ein weiteres von 1274) bezeugt, in der die Reparatur des Daches, der Türen und der Fenster angeordnet wird. Mit diesen Veränderungen erlangte der Palast einige Kennzeichen einer Festung gemäß der Tendenz von Karl I., nicht zwischen Wohngebäuden und befestigten Gebäuden zu unterscheiden: Als begann man, den Palast „Burg“ (lt.: castrum) zu nennen.
In einem Prozess von 1272 bekräftigte eine Reihe von Zeugen, dass die Abtei Santa Sofia in Benevent ganz Cubante besaß, mit Ausnahme des Palastes, der „unverschämterweise“ (gegenüber dem Papst, vermutlich Gregor IX.) von Friedrich II. erbaut worden war. Auch wenn Ende des 11. Jahrhunderts die Zugehörigkeit dieses Klosters zum Palazzo del Cubante bezeugt wurde, sos scheinen doch solche kategorischen Behauptungen schwer mit der Tatsache vereinbar, dass der Palast von einer „Defensa“, also einem Jagdgebiet umgeben sein musste. Die Dokumente aus der Zeit Friedrichs II. bestätigen zwar nicht eine „Defensa“, aber diese erschien 1275, verwaltet von neun Bürgern von Montefusco und daher offensichtlich von beträchtlichen Ausmaßen. 1278 war Tristano de Cantalupo Bewacher des Palastes und der Jagdgründe, und es ist verzeichnet, dass diese Friedrich II. gehörten.
Die Nutzung der Jagdgründe durch Außenstehende war geregelt, wie die Genehmigungen für Americo de Sus aus der Provence, dort Holz zuschlagen (1278), und für die Bewohner von Benevent, dort Vieh zu weiden (1279), beweisen. 1284 erwarb die genannte Abtei Santa Sofia das Recht, Holz in der „Defensa“ von Cubante zu schlagen, und einige weitere Rechte; im selben Jahr war der bereits genannte Americo de Sus Verwalter des Anwesens. In den folgenden Jahrhunderten besaß die Abtei Santa Sofia weiterhin einige Gebiete in Cubante.
1407 nutzte König Ladislaus von Durazzo den Palast mit Blick auf die Eroberung Benevents, die er im Folgejahr durchführte. Auch residierte dort 1460 König Ferdinand I. von Aragón während des Krieges gegen das Haus Anjou; er muss weitere Umbaumaßnahmen veranlasst haben. Ferdinand I. schenkte später das Lehen Cubante mit dem Palast Friedrichs und einem weiteren Gebäude namens „Cancelleria“ der Universitas von Montefusco. Nach verschiedenen Usurpationen wurde 1484 die Wiedereingliederung von Cubante zum Nutzen der Universitas durchgeführt, die 1512 als Reaktion auf Berufungsversuche bestätigt wurde. In der Zwischenzeit muss der Palast Friedrichs II. als Zollgebäude gedient haben, wie ein Dokument von 1499 nahelegt, mit dem das Lehen von Montefusco an Giovanni Borgia vergeben wurde.

### Das Casino der Spinellis und die Aufgabe

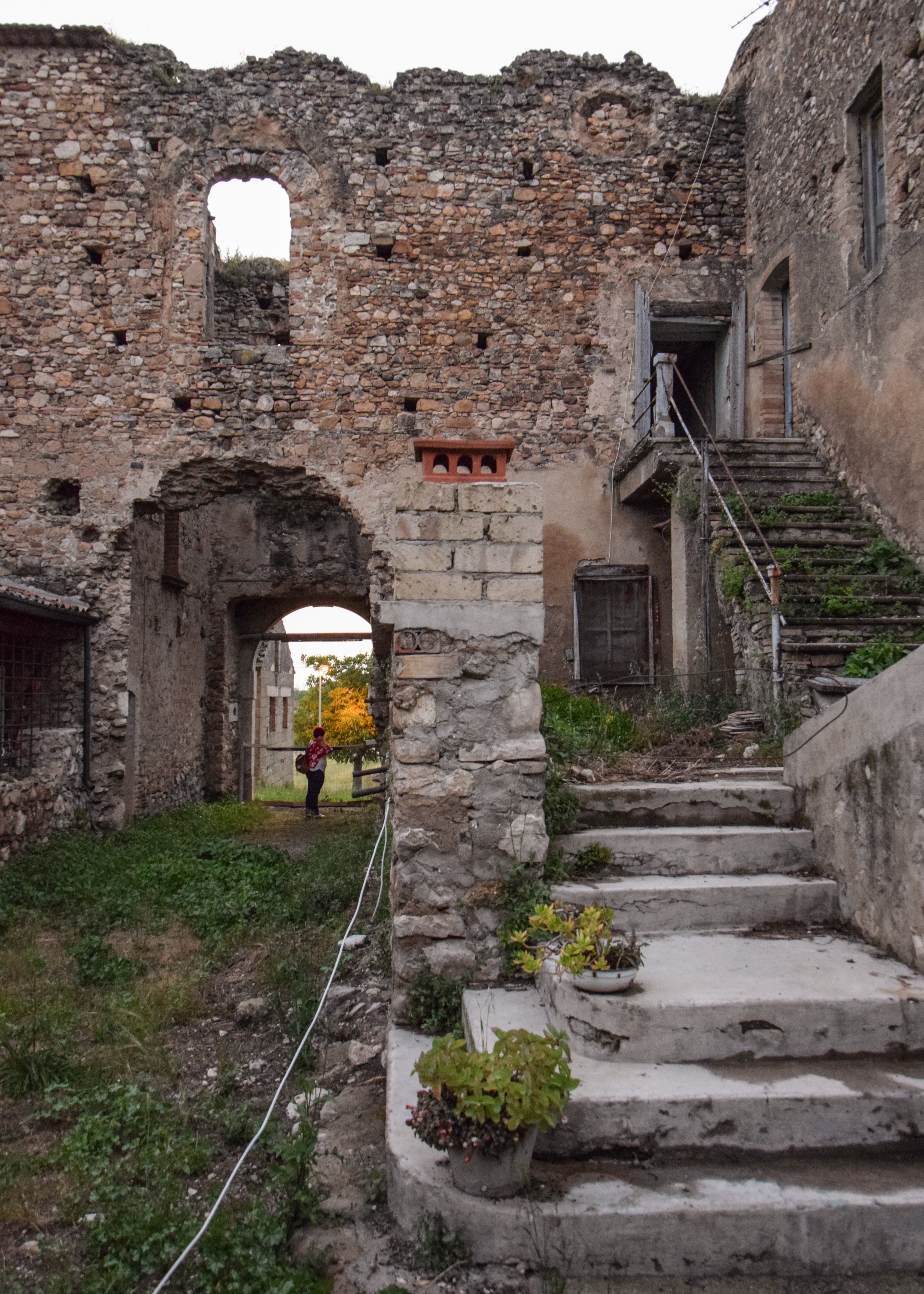
Innenhof

1582 verkaufte die Universitas von Montefusco, die erneut Opfer von Usurpationen in Cubante geworden war, die sich auch auf den Besitz des Palastes ausgewirkt hatten, den Teil, der in ihrem Besitz verblieben war, an einen Privatmann, Oratio Botta. Nach nur wenigen Jahren, 1593, wurde der Palazzo del Cubante und dessen gesamtes Lehen (ohne die Teile, die sich bereits in Händen der Usurpatoren befanden) von Amts wegen versteigert. Die Auktion gewann Pier Giovanni III. Spinelli, Baron von San Giorgio. 1638 trug sein Sohn, Giovanni Battista III. Spinelli den Titel eines Prinzen: Diesen Titel, den seine Nachfahren 1689 wieder verloren, erlangte 1717 Carlo III. Spinelli zurück. Dieser, der sich entgegen der Tendenz der meisten örtlichen Adligen, nach Neapel umzuziehen, um die Restaurierung des Palastes Friedrichs II. kümmerte, um ihn in eine Landresidenz für sich umzubauen, und verlieh ihm so den Namen „Casino del Principe“, wie der Palast künftig genannt wurde. Es ist bezeichnend, dass Luigi Specioso Spinelli, der Sohn von Carlo, der seine Lehen an seinen Bruder Giovanni Crisostomo übergab, weil der woanders wohnte, immer noch, bis zu seinem Tode, den vollen Besitz am Palazzo del Cubante mit seinen Dependancen behalten wollte.
In der ersten Hälfte des 19. Jahrhunderts wurden die Güter der Spinellis auf mehrere Eigentümer aufgeteilt. Viele davon kaufte nach und nach der Pfarrer von San Giorgio, Domenico Nisco, der bereits Verwalter für den Prinzen Domenico Spinelli war. Um 1840 wurde ihm das Casino del Principe zugeteilt; und 1873 kaufte sein Neffe Nicola formal, was von den Besitzungen der Spinellis in Cubante verblieben war.
Nach dem Besitzerwechsel wurde das Casino del Principe letzten Veränderungen unterzogen, wobei ein Landgut entstand, das in kleine Bauernhäuser aufgeteilt war. So wurde das Anwesen bis zu den Erdbeben von 1962 und 1980 genutzt, die zu seiner fast vollständigen Aufgabe führten und als Folge dessen zum Verfall der Gebäude.
1989 wurde das Casino del Principe vom Kulturministerium als „von besonders bedeutendem Interesse“ anerkannt. 2015 wurde es unter fünf Besitzern aufgeteilt, darunter die Gemeinde Calvi und ein Privatmann, der ein Bauernhaus besitzt.

## Beschreibung

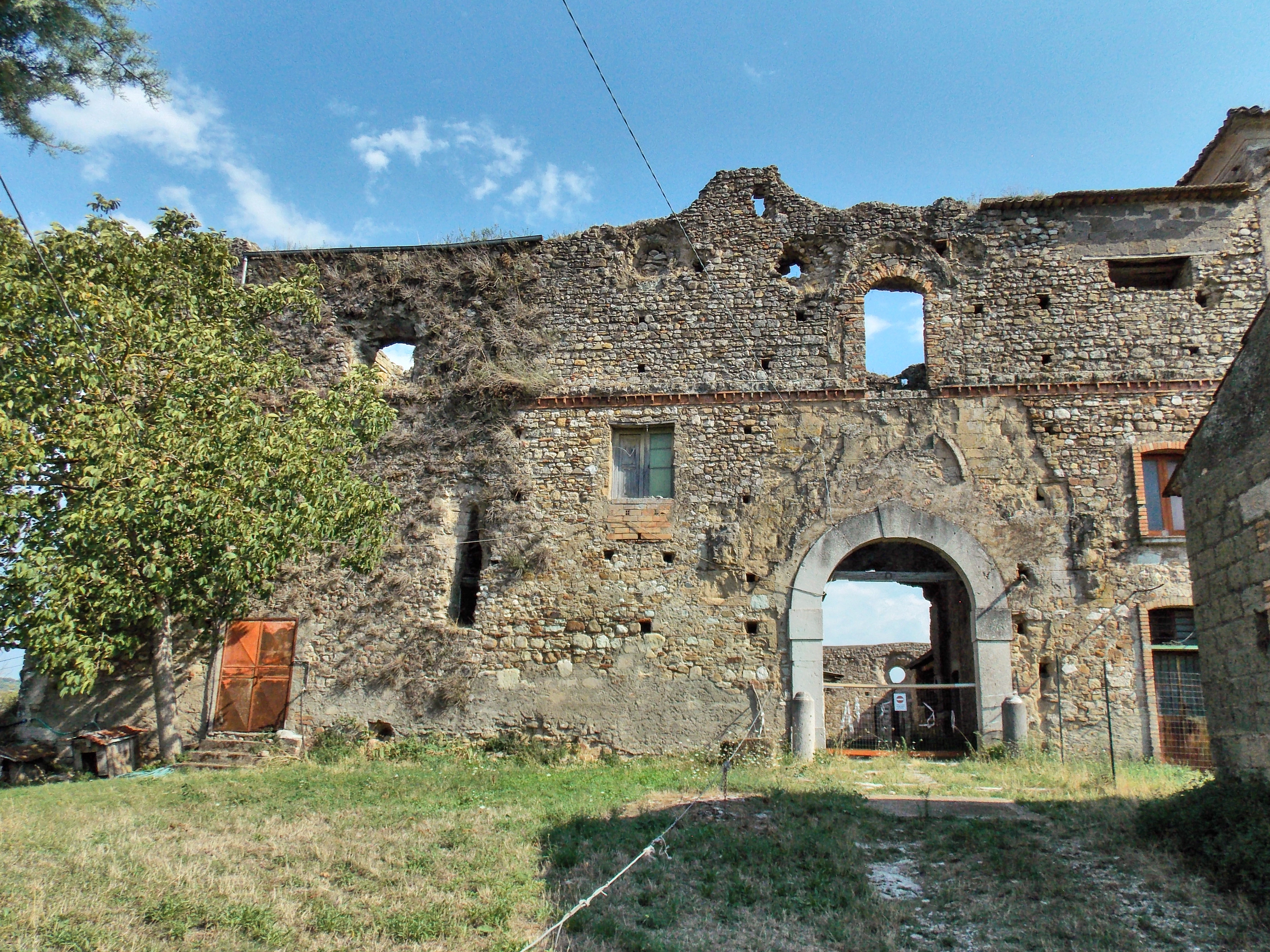
Ansicht von vorne

Gemäß der Auswahl, die Kaiser Friedrich II. auch an anderer Stelle für den Standort seiner Residenzen traf, befindet sich das Domus von Cubante an einem Aussichtspunkt in der Nähe von Straßen, Wäldern und Wasserstraßen: Der Gipfel eines Hügels über dem Flusslauf Calore ist nur etwa 300 Meter entfernt. Im Westen ist das Anwesen durch einen Bach, den Vallone San Giovanni, begrenzt, der sich in den Calore ergießt. Etwa 1,5 Kilometer entfernt überquert der Ponte Appiano, eine Brücke im Verlauf der Via Appia, den Fluss; sie wurde vermutlich immer noch benutzt und verfiel erst später. In der Gegend erkennt man die Wälder, in denen Friedrich II. sich der Jagd hingab, heute nicht mehr, aber ihre Existenz ist historisch gut dokumentiert.
Die Architektur des Gebäudes gehört zu einer Typologie, die sich auch an den Residenzen Kaiser Friedrichs II. in Gravina in Puglia (gleich alt oder älter), in Palazzo San Gervasio und in Marano di Napoli (die als jünger betrachtet werden), findet. Das Gebäude wurde ursprünglich zum größten Teil in Bruchstein mit Flusskieselbelag erstellt; es hat einen fast quadratischen Grundriss (Vorder- und Rückseite sind 28,6 Meter lang, die Seiten 27,6 Meter) und die Ecken sind nach den vier Hauptwindrichtungen ausgerichtet. Die inneren Unterteilungen sind ausgehend von einem Raster von 4 × 4 Quadraten definiert: Die Gesamtheit der innersten Quadrate bildet den Innenhof (der später stark verändert wurde), während die Quadrate entlang des Randes die vier Flügel des Palastes bilden. An den Grundriss des Palastes Friedrichs II. wurden beim Umbau auf Geheiß Karls I. außen vier schlanke Türme angeschlossen, und zwar in gleicher Art wie bei den anderen drei genannten Residenzen.
Der vordere Flügel ist der im Nordwesten, der höher als die anderen ist. Dort befindet sich auch der einzige Zugang zum Palast. Das steinerne Portal stammt aus dem 19. Jahrhundert, aber darum herum blieben einige Elemente in Tuffstein erhalten, die auch das ursprüngliche Portal umgaben, ab einem Rundbogen, der eine runde Nische einrahmte, vermutlich mit Zierskulpturen. Zu beiden Seiten des großen Portals ragen außerdem aus der Mauer zwei Kapitelle hervor, die auf kurzen Halbsäulenabschnitten eingefügt wurden: Dies könnten Sockel von Statuen gewesen sein, die in die Nische integriert sind.
Die beiden Räume seitlich des Empfangssalons müssen Diensträume gewesen sein, die nur spärlich belichtet waren. Nur im linken sind die originalen Fensteröffnungen erhalten, also zwei einzelne Fenster auf der Vorderseite und in der linken Wand der Fassade ein doppelt ausgeschrägtes Opaion aus Tuffstein: Diese Art von Bauelement, die man am ganzen Palast findet, ist das älteste seiner Art in Kampanien. Die originalen Fenster des Raumes auf der rechten Seite sind nicht erhalten geblieben.

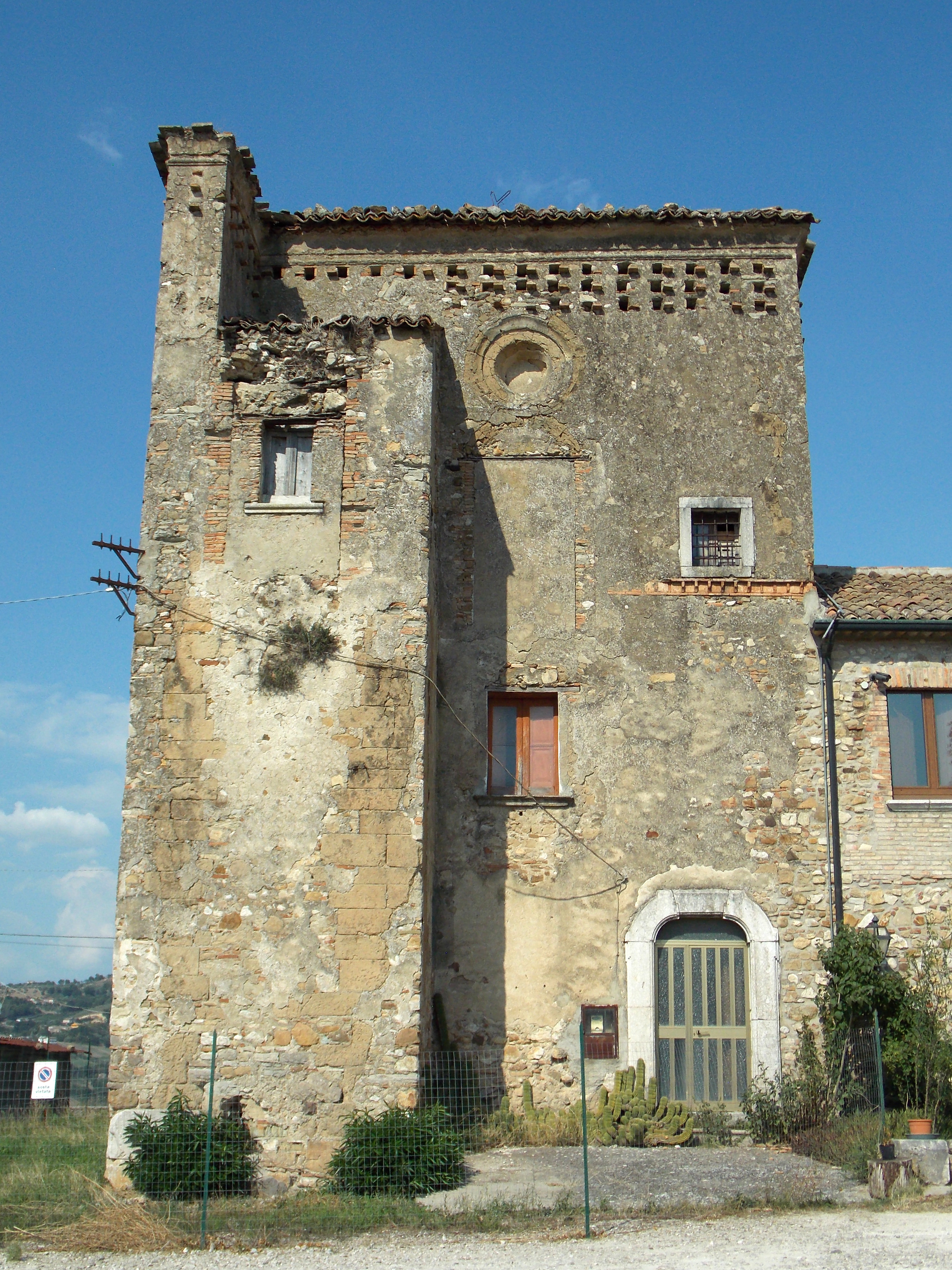
Rechte Flanke des vorderen Blocks des Palastes mit dem in der Zeit des Hauses von Anjou angebauten Turm

Im oberen Stockwerk muss sich die Wohnstatt des Kaisers befunden haben, möglicherweise aufgeteilt in drei Räume, entsprechend der Aufteilung im Erdgeschoss. Man kann einige originale Fenster erkennen: Das mittlere auf den Längsseiten (ursprünglich müssen es drei auf jeder Seite gewesen sein) und die auf den Querseiten (auch wenn eines davon zugemauert ist). Es handelt sich um Bogenfenster mit Stabrahmen aus Tuffstein, allerdings in schlechtem Erhaltungszustand. Direkt unter der Traufe gibt es an der Fassade eine Reihe von Opaions, wie das oben beschriebene, in unterschiedlichen Erhaltungszuständen. Weitere zwei befinden sich an den Seitenwänden über den Fenstern; sie fallen auch an den Seiten zum Innenhof hin auf.
Da die Mauern nicht sehr dick sind (90–120 Zentimeter) müssen die Tragwerke aus Holz gewesen sein, möglicherweise durch Trennbögen gestützt. Von den ursprünglichen Treppen sind weder außen noch innen Spuren mehr vorhanden.
Zu den offensichtlichsten Veränderungen des 19. Jahrhunderts am vorderen Baukörper gehören die Aufstockungen auf der rechten Seite zum Einbau eines Taubenschlages im Dachgeschoss und der Zierrahmen aus Mauerwerk unter den Fenstern im oberen Stockwerk.
Die anderen Flügel des Palastes sind schlechter erhalten; ihre Mauern zum Innenhof hin sind fast vollständig verschwunden oder schief. In ihrem Inneren befanden sich die Wohnstätten der Bediensteten, die Stallungen und die Läger. An den Außenmauern sind vier letzte Opaions an der Südostfassade erhalten, zwei Einzelfenster (geteilt in der Mitte und vermauert) an der Nordostfassade (die auch durch den Bau von Diensträumen im Anschluss verschlossen wurden) und ein Einzelfenster und ein Opaion an der Südwestfassade.
Außen an den Mauern des ursprünglichen Domus sind vier schlanke Türme mit rechteckigem Grundriss und Seitenlängen zwischen 2,3 und 3,7 Metern angebaut. Zwei davon wurden an der Hauptfassade angefügt, die so verlängert wurde, während die anderen beiden, niedrigeren, an den Enden der gegenüberliegenden Mauern vorspringen. Sie wurden sicherlich nach der Fertigstellung des Palastes erbaut und wurden von König Karl I. beauftragt, um den Palast Friedrichs II. zu befestigen. Die Türme sind teilweise eingestürzt (die am wenigsten veränderten sind der im Norden und der im Osten), aber die Wände im Inneren sind schön verputzt und die Decken mit Kreuzgewölben versehen, sodass man an eine Nutzung als Zisterne denken kann, auch wenn man das Vorhandensein von Wohnräumen an den Spitzen der vorderen Türme nicht ausschließen kann. Ein Wehrgang muss die vier Türme zu Verteidigungszwecken verbunden haben.
Die Gestaltung des Wohnflügels unter den Spinellis kann man teilweise aus der Inventarliste ableiten, die nach dem Tod Luigi Specioso Spinellis 1767 geschrieben wurde. Die in der Inventarliste erwähnten Räume sind die Kapelle (schließlich muss Karl I. in jeder seiner Burgen oder Paläste eine eigene Kapelle besessen haben), die Schlafkammer mit Aborterker, die Treppe und der Keller. Die Inventarliste bezeugt eine überreiche Ausstattung, die die Räume wie Möbellager erscheinen ließ.

## Das Fragment der römischen Skulptur

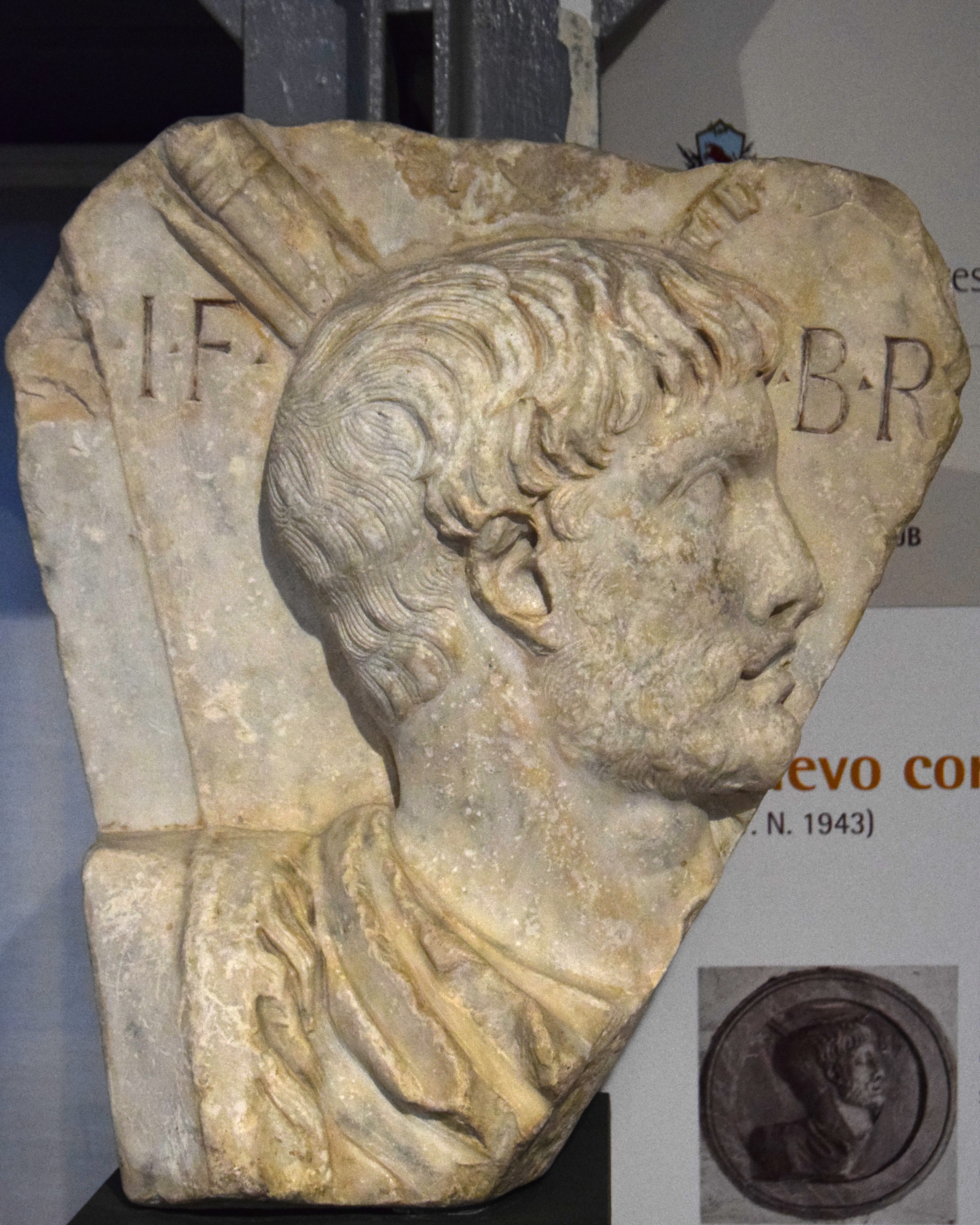
Das Fragment des Reliefs, das man von Borgia erhielt

Stefano Borgia berichtete, dass er von Erzpriester Bartoli aus Apice das Fragment eines Reliefs als Geschenk erhalten habe, das dieser in seinem Haus gehabt habe und das vom Palazzo del Cubante stammen müsse. Das Relief stellt ein Gesicht dar, von dem man allgemein annimmt, dass es das von Kaiser Friedrich Barbarossa ist: Genauer wurden oben die Buchstaben „IFBR“, eine Abkürzung für „Imperatore Federico Barba Rossa“, eingeschlagen, womit die Verwechslung bestätigt wird, die die Überlieferung zwischen dem genannten und Friedrich II. geschaffen hat.
Das Fragment wurde später in das Museo del Sannio verbracht und stützt die Hypothese, dass es Teil des fehlenden mittleren Paneels des Trajansbogens von Benevent sei: Der staufische Kaiser, ein passionierte Liebhaber klassischer Kunst, habe es aufgelesen, um seinen Palast zu schmücken.